# Registro Nacional de Personas Desaparecidas y No Localizadas
El «Registro Nacional de Personas Desaparecidas y No Localizadas» es una base de datos gestionada por el Gobierno de México, la cual agrupa información sobre personas desaparecidas o personas no localizadas de los diferentes niveles de gobierno locales y federales.

## Creación
En 2017 se creó la Ley General en Materia de Desaparición Forzada de Personas, Desaparición Cometida por Particulares